# Кременчуцька міська рада
Кременчу́цька міська́ ра́да — орган місцевого самоврядування в Полтавській області. Адміністративний центр — місто обласного значення Кременчук.

## Адміністративний устрій
Адміністративно місто поділене на два райони:
- Автозаводський район
- Крюківський район

## Населення
Розподіл населення за віком та статтю (2001):
| Стать | Всього  | До 15 років | 15-24  | 25-44  | 45-64  | 65-85  | Понад 85 |
| --- | ------- | ----------- | ------ | ------ | ------ | ------ | -------- |
| Чоловіки | 107 642 | 18 748      | 17 959 | 34 797 | 26 844 | 8983   | 311      |
| Жінки | 125 620 | 17 667      | 17 993 | 37 472 | 35 163 | 15 738 | 1587     |
| \| Статево-вікова піраміда \| Статево-вікова піраміда \| Статево-вікова піраміда \| \| ----------------------- \| ----------------------- \| ----------------------- \| \| Чоловіки \| Вік \| Жінки \| \| 311 \| 85 + \| 1587 \| \| 640 \| 80-84 \| 1844 \| \| 1654 \| 75-79 \| 4129 \| \| 2970 \| 70-74 \| 4912 \| \| 3719 \| 65-69 \| 4853 \| \| 7732 \| 60-64 \| 9909 \| \| 4794 \| 55-59 \| 6792 \| \| 7196 \| 50-54 \| 9459 \| \| 7122 \| 45-49 \| 9003 \| \| 8241 \| 40-44 \| 9587 \| \| 8615 \| 35-39 \| 9396 \| \| 8619 \| 30-34 \| 9062 \| \| 9322 \| 25-29 \| 9427 \| \| 8278 \| 20-24 \| 8667 \| \| 9681 \| 15-20 \| 9326 \| \| 8319 \| 10-14 \| 7766 \| \| 6082 \| 5-9 \| 5728 \| \| 4347 \| 0-4 \| 4173 \| |         |             |        |        |        |        |          |
| Статево-вікова піраміда |         |             |        |        |        |        |          |
| Чоловіки | Вік     | Жінки       |        |        |        |        |          |
| 311 | 85 +    | 1587        |        |        |        |        |          |
| 640 | 80-84   | 1844        |        |        |        |        |          |
| 1654 | 75-79   | 4129        |        |        |        |        |          |
| 2970 | 70-74   | 4912        |        |        |        |        |          |
| 3719 | 65-69   | 4853        |        |        |        |        |          |
| 7732 | 60-64   | 9909        |        |        |        |        |          |
| 4794 | 55-59   | 6792        |        |        |        |        |          |
| 7196 | 50-54   | 9459        |        |        |        |        |          |
| 7122 | 45-49   | 9003        |        |        |        |        |          |
| 8241 | 40-44   | 9587        |        |        |        |        |          |
| 8615 | 35-39   | 9396        |        |        |        |        |          |
| 8619 | 30-34   | 9062        |        |        |        |        |          |
| 9322 | 25-29   | 9427        |        |        |        |        |          |
| 8278 | 20-24   | 8667        |        |        |        |        |          |
| 9681 | 15-20   | 9326        |        |        |        |        |          |
| 8319 | 10-14   | 7766        |        |        |        |        |          |
| 6082 | 5-9     | 5728        |        |        |        |        |          |
| 4347 | 0-4     | 4173        |        |        |        |        |          |

## Склад ради

### Керівний склад попередніх скликань
| ПІБ                         | Основні відомості                                                                                | Дата обрання | Дата звільнення |
| --------------------------- | ------------------------------------------------------------------------------------------------ | ------------ | --------------- |
| Глухов Микола Володимирович | Міський голова, 1949 року народження, безпартійний                                               | 26.03.2006   | 31.10.2010      |
| Бабаєв Олег Мейданович      | Міський голова, 1965 року народження, освіта вища, член Всеукраїнського об'єднання «Батьківщина» | 31.10.2010   | 31.07.2014      |

Примітка: таблиця складена за даними джерела

### Депутати
За результатами місцевих виборів 2010 року депутатами ради стали:

#### За суб'єктами висування
| Суб'єкт висування                                       | Кількість обраних депутатів | %    |
| ------------------------------------------------------- | --------------------------- | ---- |
| Політична партія Всеукраїнське об'єднання «Батьківщина» | 18                          | 30   |
| Партія регіонів                                         | 17                          | 28,3 |
| Політична партія «Рідне місто»                          | 13                          | 21,7 |
| Політична партія «Фронт Змін»                           | 3                           | 5    |
| Комуністична партія України                             | 2                           | 3,3  |
| Політична партія «Вітчизна»                             | 2                           | 3,3  |
| Політична партія «Сильна Україна»                       | 2                           | 3,3  |
| Єдиний Центр                                            | 1                           | 1,7  |
| Політична партія Всеукраїнське об'єднання «Свобода»     | 1                           | 1,7  |
| Українська соціал-демократична партія                   | 1                           | 1,7  |

#### За округами
| № округу                                                | Прізвище, ім'я, по батькові       | Дата визнання обраним | Освіта      | Партійна приналежність                        | Відомості про обраного депутата                                                                               |
| ------------------------------------------------------- | --------------------------------- | --------------------- | ----------- | --------------------------------------------- | --- |
| Єдиний Центр                                            |                                   |                       |             |                                               | |
| 13                                                      | Гвоздецький Микола Миколайович    | 05.11.2010            | Освіта вища | член Єдиного Центру                           | ПП «Монолітбуд сервіс», директор                                                                              |
| Комуністична партія України                             |                                   |                       |             |                                               | |
| б/м                                                     | Шапран Володимир Іванович         | 05.11.2010            | Освіта вища | член Комуністичної партії України             | міський комітет Компартії України, перший секретар                                                            |
| б/м                                                     | Котляр Віталій Юрійович           | 05.11.2010            | Освіта вища | член Комуністичної партії України             | ВАТ «Кредмаш», заступник директора з продажу                                                                  |
| Партія регіонів                                         |                                   |                       |             |                                               | |
| б/м                                                     | Черниш Микола Костянтинович       | 05.11.2010            | Освіта вища | член Партії регіонів                          | ТОВ "Виробниче об'єднання «Кременчуцький автоскладальний завод», генеральний директор                         |
| б/м                                                     | Брижаха Григорій Васильович       | 05.11.2010            | Освіта вища | член Партії регіонів                          | виконавчий комітет Автозаводської районної ради міста Кременчука Полтавської області, перший заступник голови |
| б/м                                                     | Семеняченко Ігор Валентинович     | 05.11.2010            | Освіта вища | член Партії регіонів                          | громадська організація «Фонд розвитку громади міста Кременчука», голова правління                             |
| б/м                                                     | Шайнога Володимир Іванович        | 05.11.2010            | Освіта вища | член Партії регіонів                          | приватний підприємець Шайнога В. І.                                                                           |
| б/м                                                     | Нежурбіда Геннадій Леонідович     | 05.11.2010            | Освіта вища | член Партії регіонів                          | ТОВ «Марінер», директор                                                                                       |
| б/м                                                     | Івко Василь Михайлович            | 05.11.2010            | Освіта вища | член Партії регіонів                          | Кременчуцька міська рада Полтавської області, секретар                                                        |
| б/м                                                     | Щобак Василь Васильович           | 05.11.2010            | Освіта вища | член Партії регіонів                          | виробничо-комерційна фірма «Горизонт», директор                                                               |
| б/м                                                     | Шевчук Едуард Георгійович         | 05.11.2010            | Освіта вища | член Партії регіонів                          | департамент капітального будівництва Міністерства оборони України, директор департаменту                      |
| б/м                                                     | Семеніщев Олександр Іванович      | 29.11.2010            | Освіта вища | член Партії регіонів                          | ВАТ «Готель Дніпро», голова правління                                                                         |
| 3                                                       | Алєксєєв Геннадій Федорович       | 05.11.2010            | Освіта вища | член Партії регіонів                          | мережа магазинів «JL», директор                                                                               |
| 10                                                      | Леготкін Геннадій Іванович        | 05.11.2010            | Освіта вища | член Партії регіонів                          | ВАТ «Кременчуцький колісний завод», голова наглядової ради                                                    |
| 22                                                      | Федько Ірина Семенівна            | 05.11.2010            | Освіта вища | член Партії регіонів                          | шкірно-венерологічний диспансер, головний лікар                                                               |
| 26                                                      | Криворучко Володимир Анатолійович | 05.11.2010            | Освіта вища | член Партії регіонів                          | ТОВ «МіС», директор                                                                                           |
| 27                                                      | Гамза Сергій Іванович             | 05.11.2010            | Освіта вища | член Партії регіонів                          | ТОВ «Промсервіс Україна», заступник директора                                                                 |
| 28                                                      | Сазонов Олег Юрійович             | 05.11.2010            | Освіта вища | член Партії регіонів                          | ТОВ РБК «Кремремпуть», генеральний директор                                                                   |
| 29                                                      | Хворост Євген Федорович           | 05.11.2010            | Освіта вища | член Партії регіонів                          | ВАТ «Крюківський вагонобудівний завод», голова правління                                                      |
| 30                                                      | Іванян Геннадій Михайлович        | 05.11.2010            | Освіта вища | член Партії регіонів                          | ТОВ «Укрцентр», директор та головний бухгалтер                                                                |
| Політична партія «Вітчизна»                             |                                   |                       |             |                                               | |
| 9                                                       | Яцина Олександр Олександрович     | 05.11.2010            | Освіта вища | позапартійний                                 | комунальне підприємство «Благоустрій Кременчука», заступник директора                                         |
| 18                                                      | Березянський Олександр Вадимович  | 05.11.2010            | Освіта вища | член політичної партії «Вітчизна»             | приватний підприємець «Березянський О. В.»                                                                    |
| Політична партія Всеукраїнське об'єднання «Батьківщина» |                                   |                       |             |                                               | |
| б/м                                                     | Долецька Катерина Костянтинівна   | 05.11.2010            | Освіта вища | член Всеукраїнського об'єднання «Батьківщина» | НАДУ при Президентові України, слухачка                                                                       |
| б/м                                                     | Пугач Петро Анатолійович          | 05.11.2010            | Освіта вища | член Всеукраїнського об'єднання «Батьківщина» | СП ТОВ «Християнська Зоря», директор                                                                          |
| б/м                                                     | Ляпун Микола Миколайович          | 05.11.2010            | Освіта вища | член Всеукраїнського об'єднання «Батьківщина» | ХК «АвтоКрАЗ», торговий дім, директор                                                                         |
| б/м                                                     | Гуртовий Михайло Олександрович    | 05.11.2010            | Освіта вища | член Всеукраїнського об'єднання «Батьківщина» | пенсіонер |
| б/м                                                     | Джигіль Андрій Іванович           | 05.11.2010            | Освіта вища | член Всеукраїнського об'єднання «Батьківщина» | ВАТ «Одеський припортовий завод», заступник директора з економічних питань                                    |
| б/м                                                     | Стасюк Валентин Володимирович     | 05.11.2010            | Освіта вища | член Всеукраїнського об'єднання «Батьківщина» | пенсіонер |
| б/м                                                     | Зінченко Ірина Анатоліївна        | 05.11.2010            | Освіта вища | член Всеукраїнського об'єднання «Батьківщина» | Верховна Рада України, помічник-консультант народного депутата України                                        |
| б/м                                                     | Недяк Андрій Дмитрович            | 29.11.2010            | Освіта вища | член Всеукраїнського об'єднання «Батьківщина» | МФК «Кремінь», директор                                                                                       |
| б/м                                                     | Захарченко Тарас Анатолійович     | 27.12.2010            | Освіта вища | член Всеукраїнського об'єднання «Батьківщина» | ПП «Промінвест- Автоматика», директор                                                                         |
| 1                                                       | Холод Євгеній Миколайович         | 05.11.2010            | Освіта вища | член Всеукраїнського об'єднання «Батьківщина» | ТОВ «Кременчуцька торгова гільдія», директор                                                                  |
| 2                                                       | Таценюк Віталій Дмитрович         | 05.11.2010            | Освіта вища | член Всеукраїнського об'єднання «Батьківщина» | ТОВ «Кременчуцька торгова гільдія», заступник генерального директора по будівництву                           |
| 5                                                       | Бобер Ілона Михайлівна            | 05.11.2010            | Освіта вища | член Всеукраїнського об'єднання «Батьківщина» | гімназія № 5, директор                                                                                        |
| 6                                                       | Головач Олександр Леонідович      | 05.11.2010            | Освіта вища | член Всеукраїнського об'єднання «Батьківщина» | Верховна Рада України, помічник-консультант народного депутата України                                        |
| 8                                                       | Шиян Ольга Миколаївна             | 05.11.2010            | Освіта вища | член Всеукраїнського об'єднання «Батьківщина» | ліцей № 30, директор                                                                                          |
| 12                                                      | Вовк Сергій Миколайович           | 06.02.2013            | Освіта вища | позапартійний                                 | ТОВ «Кременчуцький шкірзавод», директор                                                                       |
| 21                                                      | Надоша Віталій Володимирович      | 05.11.2010            | Освіта вища | член Всеукраїнського об'єднання «Батьківщина» | Держкомзем м. Кременчука, начальник управління                                                                |
| 24                                                      | Гуйда Оксана Анатоліївна          | 05.11.2010            | Освіта вища | член Всеукраїнського об'єднання «Батьківщина» | тимчасово не працює                                                                                           |
| 25                                                      | Говорушко Олег Ігорович           | 05.11.2010            | Освіта вища | член Всеукраїнського об'єднання «Батьківщина» | ВАТ «Кременчуцький річковий порт», начальник БЗВ                                                              |
| Політична партія Всеукраїнське об'єднання «Свобода»     |                                   |                       |             |                                               | |
| б/м                                                     | Бугайчук Віктор Михайлович        | 05.11.2010            | Освіта вища | член Всеукраїнського об'єднання «Свобода»     | ТОВ «АВМ Ампер», голова наглядової ради                                                                       |
| Політична партія «Рідне місто»                          |                                   |                       |             |                                               | |
| б/м                                                     | Балим Олег Іванович               | 05.11.2010            | Освіта вища | член Політичної партії «Рідне місто»          | ТОВ «Градосфера», генеральний директор                                                                        |
| б/м                                                     | Кузнєцов Сергій Миколайович       | 05.11.2010            | Освіта вища | член Політичної партії «Рідне місто»          | ТОВ «Євробудсервіс», виконавчий директор                                                                      |
| б/м                                                     | Столяр Петро Дмитрович            | 05.11.2010            | Освіта вища | позапартійний                                 | ТОВ «Псел ЛДТ», генеральний директор                                                                          |
| б/м                                                     | Лихошвай Наталія Валентинівна     | 05.11.2010            | Освіта вища | член Політичної партії «Рідне місто»          | ТОВ «Євробудсервіс», головний бухгалтер                                                                       |
| 4                                                       | Максак Олег Іванович              | 05.11.2010            | Освіта вища | позапартійний                                 | ПАТ «Промислово-фінансовий банк», голова Спостережної ради                                                    |
| 7                                                       | Юхно Кирило Олександрович         | 05.11.2010            | Освіта вища | позапартійний                                 | ДП ТОВ "Фірма «Юрбізнес консалтинг», заступник директора                                                      |
| 14                                                      | Гриценко Юрій Васильович          | 05.11.2010            | Освіта вища | член Політичної партії «Рідне місто»          | «Відкрите радіо», начальник відділу радіомовлення                                                             |
| 15                                                      | Роженко Олександр Анатолійович    | 05.11.2010            | Освіта вища | позапартійний                                 | ЗАТ "Торговий дім «Укртатнафта», голова правління                                                             |
| 16                                                      | Гладенька Галина Анатоліївна      | 05.11.2010            | Освіта вища | член Політичної партії «Рідне місто»          | ТОВ «Готельний комплекс. Європейський», генеральний директор                                                  |
| 17                                                      | Мельник Михайло Іванович          | 26.05.2014            | Освіта вища | член Політичної партії «Рідне місто»          | ТОВ "Клуб спортивних єдиноборств «Легіон», старший тренер                                                     |
| 19                                                      | Березенський Ігор Антонович       | 05.11.2010            | Освіта вища | позапартійний                                 | ПАТ «Промислово-фінансовий банк», голова правління                                                            |
| 20                                                      | Волошин Василь Васильович         | 05.11.2010            | Освіта вища | позапартійний                                 | ТОВ "КСЄ «Легіон», старший тренер                                                                             |
| 23                                                      | Величко Віталій Володимирович     | 05.11.2010            | Освіта вища | позапартійний                                 | ТОВ «Псел ЛТД», заступник генерального директора з комерційних питань                                         |
| Політична партія «Сильна Україна»                       |                                   |                       |             |                                               | |
| б/м                                                     | Козенко Олександр Юрійович        | 05.11.2010            | Освіта вища | член Політичної партії «Сильна Україна»       | всеукраїнська громадська організація «Асоціація інвесторів України», президент                                |
| б/м                                                     | Голобородько Леонід Володимирович | 05.11.2010            | Освіта вища | член Політичної партії «Сильна Україна»       | ТОВ «Дім ласощів», директор                                                                                   |
| Політична партія «Фронт Змін»                           |                                   |                       |             |                                               | |
| б/м                                                     | Кравченко Дмитро Васильович       | 05.11.2010            | Освіта вища | член Політичної партії «Фронт Змін»           | ТОВ «Текс», заступник генерального директора                                                                  |
| б/м                                                     | Гончаренко Вікторія Василівна     | 05.11.2010            | Освіта вища | член Політичної партії «Фронт Змін»           | ПП «Будинок торгівлі», директор                                                                               |
| б/м                                                     | Іванов Сергій Вікторович          | 05.11.2010            | Освіта вища | член Політичної партії «Фронт Змін»           | ПП «XXI століття», генеральний директор                                                                       |
| Українська соціал-демократична партія                   |                                   |                       |             |                                               | |
| 11                                                      | Дроздова Ірина Анатоліївна        | 05.11.2010            | Освіта вища | позапартійна                                  | ВАТ «Кременчукм'ясо», голова правління                                                                        |

### Виконавчий комітет
До складу виконавчого комітету міської ради входять такі посадовці:
- Неіленко Тетяна Григорівна
- Малецький Віталій Олексійович
- Івко Василь Михайлович
- Шаповалов Руслан Васильович

## Цікаві факти
24 серпня 1990 року над будівлею міської ради інженером Володимиром Пилипенком було піднято синьо-жовтий стяг. Так, Кременчук став першим на Лівобережжі містом з піднятим українським прапором.

## Галерея

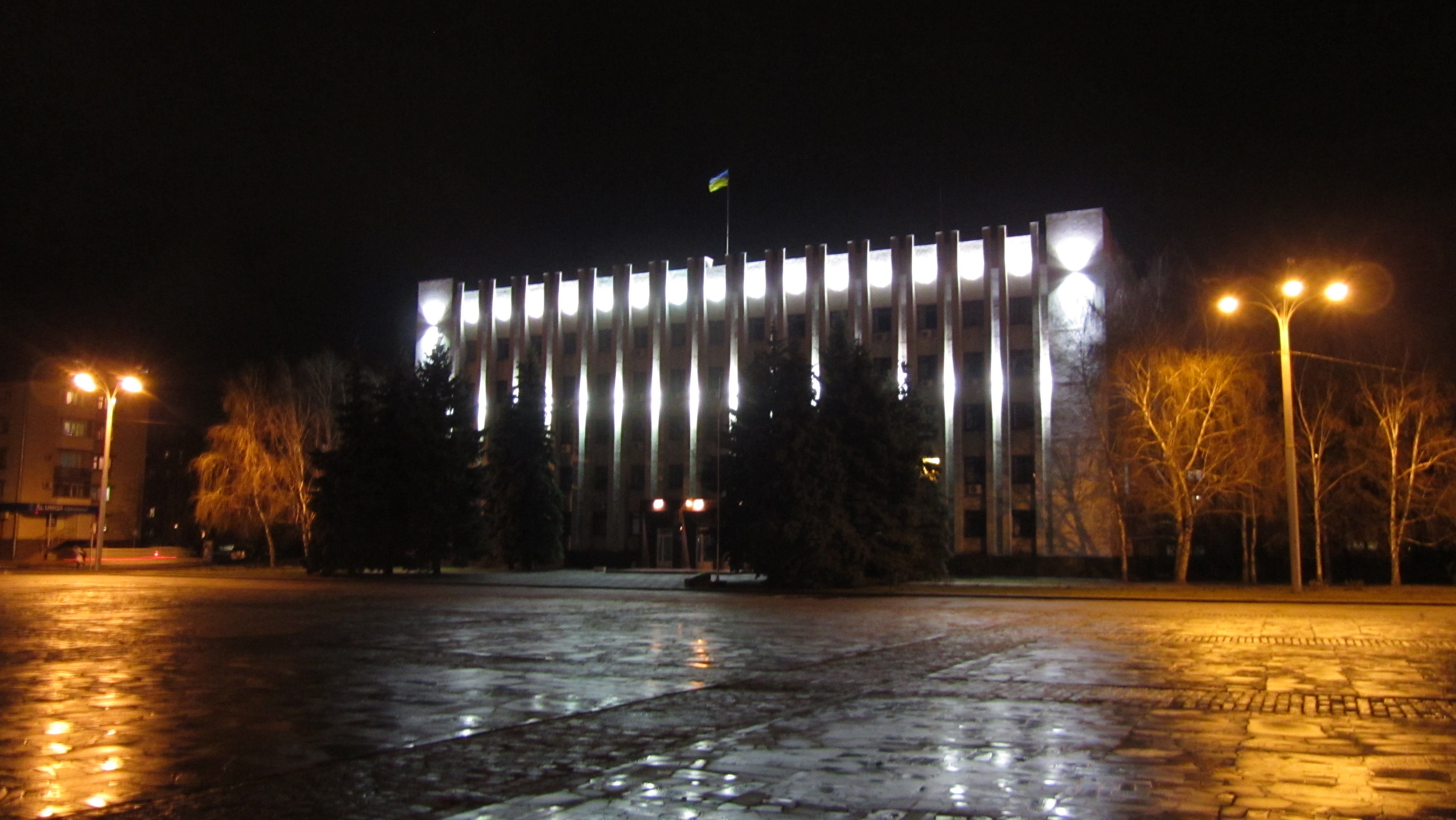
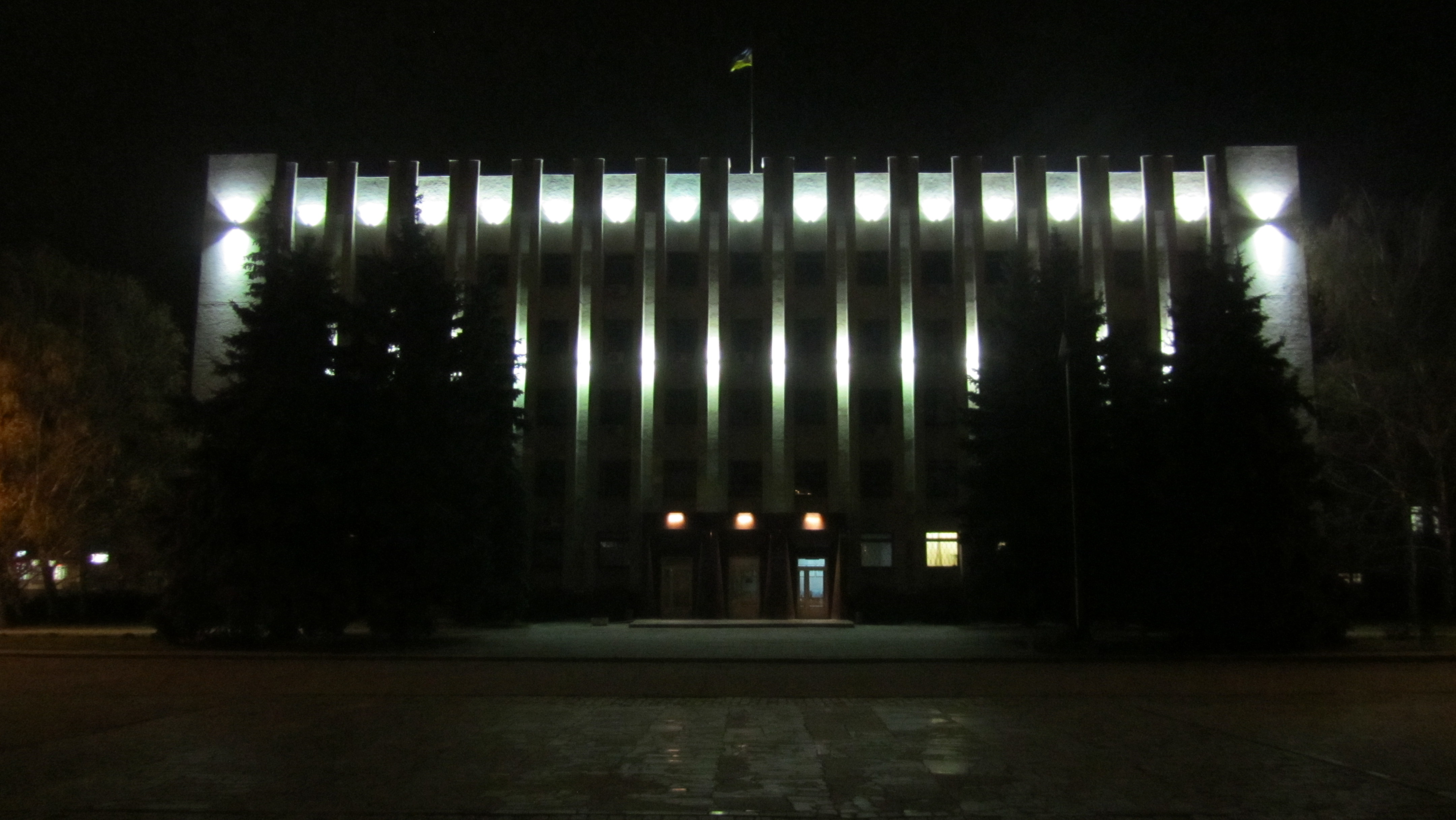